# Nikolaj Vasil'evič Dolgorukov
Il principe Nikolaj Vasil'evič Dolgorukov (San Pietroburgo, 8 ottobre 1789 – Vyrubovo, 2 giugno 1872) è stato un nobile e diplomatico russo.

## Biografia
Era il figlio di Vasilij Vasil'evič Dolgorukov, e di sua moglie, la principessa Ekaterina Fëdorovna Barjatinskaja-Dolgorukova. 
Trascorse i primi anni della sua vita a San Pietroburgo. Nel 1800, i Dolgorukov furono costretti a vivere all'estero. Nel 1802, con suo fratello maggiore Vasilij, studiò presso l'Università di Strasburgo. Insieme ai suoi genitori, viaggiò molto in tutta Europa, vivendo in Svizzera e in Italia. Nel 1805 studiò a Losanna e nel 1806 rimase a Berlino con suo cugina, Caterina.

## Carriera
Nel dicembre 1807, la famiglia Dolgorukov tornò a San Pietroburgo. Nel 1808, Nikolaj Vasil'evič divenne cadetto presso il Collegio degli Affari Esteri. Dal marzo del 1810 prestò servizio presso l'ambasciata russa a Vienna sotto il comando del conte Stackelberg. Nel settembre 1813 incontrò le Granduchesse Maria Pavlovna e Ekaterina Pavlovna a Vienna, e nel settembre 1814 incontrò l'imperatore Alessandro I, che arrivò al congresso.
Nel 1815, Dolgorukov fu trasferito a Parigi sotto la supervisione del conte Pozzo di Borgo. Era presente al matrimonio del duca di Berry con la nipote del re di Napoli. Nel gennaio 1818 fu nominato ciambellano.
A partire dal 1850 visse a San Pietroburgo dove ospitava tutto il mondo dell'alta società.

## Matrimonio
Quando viveva a Firenze, il principe Dolgorukov era un ospite frequente nella casa del conte Buturlin tanto che si pensò a un suo fidanzamento con la figlia del conte, Elizaveta. Ma la sorella di Dolgorukov intervenne. Per ordine personale di sua madre nel 1820, lasciò in fretta Firenze, offendendo profondamente il conte Buturlin.
Il 30 ottobre 1821 sposò la principessa Ekaterina Dmitrievna Golicyna (22 novembre 1801-12 dicembre 1888), figlia del governatore generale militare di Mosca Dmitrij Vladimirovič Golicyn. Secondo Zagoskin, la principessa Golicyna era una donna con un viso gentile e allegro. Si vestiva sempre alla moda, era semplice e cordiale, senza fare distinzioni. Ebbero cinque figli:
- Vasilij Nikolaevič (18 ottobre 1822-?)[3];
- Tat'ana Nikolaevna (15 luglio 1824—1893)[3], sposò Fëdor Dmitrievič Naryškin;
- Ekaterina Nikolaevna (12 ottobre 1825—1892), sposò il conte Konstantin Karlovič Tol;
- Dmitrij Nikolaevič (1827-1910)[3];
- Marija Nikolaevna (1833-1914), sposò Boris Pavlovič Mansurov[4].

## Morte
Negli ultimi anni, Dolgorukov soffrì di gotta e non ha quasi mai lasciato la sua casa. Secondo un contemporaneo, era "un uomo silenzioso, semplice, gentile, senza il minimo orgoglio e arroganza". Morì il 2 giugno 1872 nella sua tenuta a Vyrubovo.